# ジャン＝ジャック・エイデリー
ジャン＝ジャック・エイデリー（Jean-Jacques Eydelie, 1966年2月3日 - ）は、フランスの元サッカー選手、サッカー指導者。ポジションはミッドフィールダー。
1993年に発覚したオリンピック・マルセイユの八百長スキャンダルの首謀者の一人として知られる。

## 経歴
1993年5月20日、オリンピック・マルセイユの選手だったエイデリーはヴァランシエンヌFCのホルヘ・ブルチャガ、クリストフ・ロベール、ジャック・グラスマンに賄賂を渡して八百長を行った。この八百長をグラスマンが告発したためマルセイユは1992-93シーズンのディヴィジオン・アン優勝を剥奪された上ディヴィジオン・ドゥに降格した。エイデリーはFIFAから1年間の出場停止処分を受けたほか、17日間を刑務所で過ごした。
2006年、エイデリーはマルセイユ時代の汚職とドーピングを告発する自伝を出版した。これを受けてマルセイユのベルナール・タピ元会長は名誉毀損で訴訟を起こしたが敗訴し、元チームメイトのディディエ・デシャンも法的措置を仄めかした。